# 千代が丘 (名古屋市)
千代が丘（ちよがおか）は、愛知県名古屋市千種区の地名。丁目は設定されていない。住居表示実施。

## 地理
名古屋市千種区北東部に位置する。東は名東区八前二丁目、西は光が丘二丁目、南は名東区平和が丘一丁目、北は宮根台二丁目・京命二丁目に接する。

## 歴史

### 地名の由来
当地の土地所有者であった平野千代の名に由来する。

### 沿革
- 1983年（昭和58年）8月28日 - 千種区鍋屋上野町・猪高町大字猪子石の各一部により、同区千代が丘として成立する[1]。

## 世帯数と人口
2019年（平成31年）1月1日現在の世帯数と人口は以下の通りである。
| 町丁     | 世帯数    | 人口    |
| -------- | --------- | ------- |
| 千代が丘 | 1,418世帯 | 2,817人 |

### 人口の変遷
国勢調査による人口の推移
| 1980年（昭和55年） | 3,369人 | [ 9 ]  |  |
| 1985年（昭和60年） | 4,628人 | [ 9 ]  |  |
| 1990年（平成2年）  | 4,479人 | [ 10 ] |  |
| 1995年（平成7年）  | 3,992人 | [ 11 ] |  |
| 2000年（平成12年） | 3,569人 | [ 12 ] |  |
| 2005年（平成17年） | 3,091人 | [ 13 ] |  |
| 2010年（平成22年） | 3,019人 | [ 14 ] |  |
| 2015年（平成27年） | 2,793人 | [ 15 ] |  |

## 学区
市立小・中学校に通う場合、学校等は以下の通りとなる。また、公立高等学校に通う場合の学区は以下の通りとなる。なお、中学校は学校選択制度を導入しておらず、番毎で各学校に指定されている。
| 番・番地等 | 小学校               | 中学校               | 高等学校 |
| ---------- | -------------------- | -------------------- | -------- |
| 全域       | 名古屋市立宮根小学校 | 名古屋市立千種中学校 | 尾張学区 |

## 施設
- 千代が丘団地[7]
- 第三自由ヶ丘幼稚園[7]
- 名古屋市立猪子石中学校[7]
- コミュニタス千代ヶ丘[7]

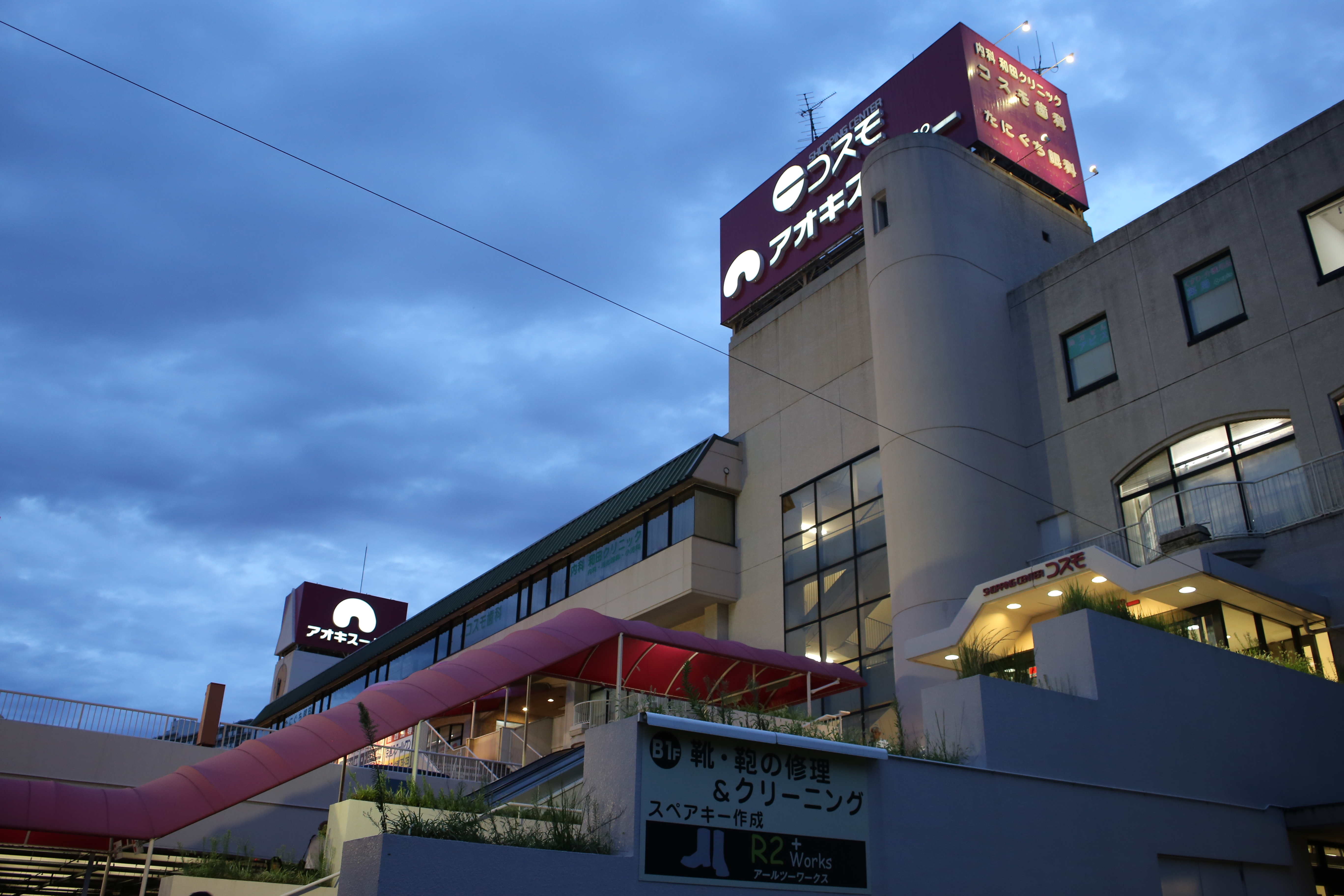
ショッピングセンターコスモ
  - アオキスーパー千代が丘店

- ショッピングセンターコスモ

## その他

### 日本郵便
- 郵便番号 : 464-0005[4]（集配局：千種郵便局[18]）。